# Тэндо (княжество)

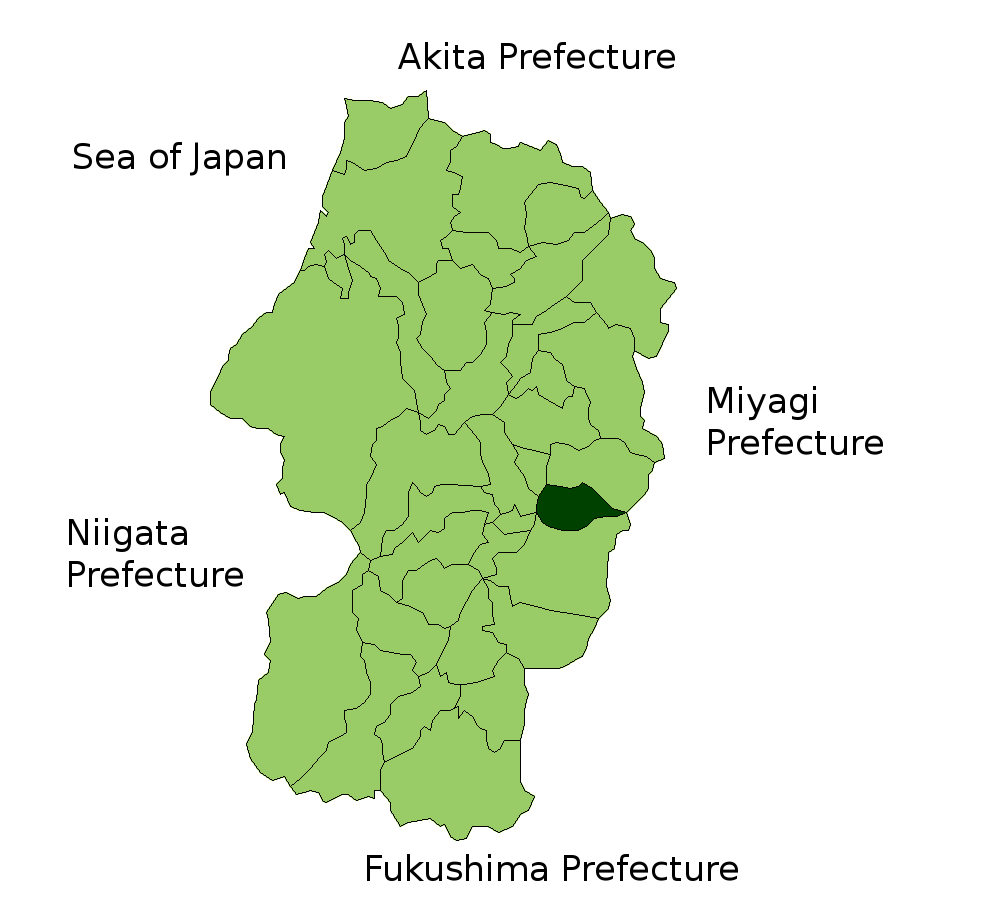
Местоположение Тэндо-хана

Княжество Тэндо (яп. 天童藩 Тэндо:-хан) — феодальное княжество (хан) в Японии периода Эдо (1830—1871), в провинции Дэва региона Тосандо на севере острова Хонсю (современная префектура Ямагата).

## Краткая информация
Административный центр княжества: замок Тэндо (сейчас город Тэндо, префектура Ямагата).
Доход хана: 1830—1871 годы — 20 000 коку риса

## История
Замок Тэндо был построен в 1360 году Сибой Ёринао. В XVI веке замок был частью территории, контролируемой кланом Сатоми. В 1830-1871 годах Тэндо-хан управлялся родом Ода, потомками знаменитого полководца Оды Нобунаги.
С 1767 года род Ода имел резиденцию в Такахате (провинция Дэва) с доходом 20 000 коку риса. Великий голод 1782-1783 годов сильно ударил по всему региону, умерло большое количество крестьян. Такахата-хан обанкротился и был ликвидирован. В 1830 году род Ода был переведен в небольшое княжество Тэндо. Годовой доход хана оценивался в 20 000 коку, но само княжество было расположено в горном районе с ограниченным земледелием и имело гораздо меньший доход.
Во время Войны Босин (1868—1869) силы, лояльные последнему сёгуну Токугаве Ёсинобу, были разбиты в битве при Уэно и отступили на север острова. В июле того же года императорские силы заставили капитулировать город Эдо, резиденцию сёгуната Токугава. Новое правительство Мэйдзи потребовало от даймё северных княжеств прибыть в столицу, чтобы заявить о своей верности императорскому правительству. Ода Нобумити заявил, что он слишком болен, чтобы путешествовать, и отправил вместо себя своего сына Оду Нобутоси. Ода Нобутоси и его старший вассал Ёсида Дайхати вынуждены были сопровождать императорскую армию во время её похода в регион Тохоку против северных княжеств. Ода Нобутоси участвовал в походе на княжество Цуруока, но в ответ силы Цуруока-хана в апреле сожгли столицу Тэндо-хана.
С образованием Северного союза, созданного против императорского правительства Мэйдзи, Тэндо-хан пытался сохранить нейтралитет, но затем в мае 1868 года вступил в анти-императорский союз северных ханов. После поражения северных княжеств в войне против императорского правительства Ода Нобутоси был заключен под домашний арест в Токио, а на его место был посажен его малолетний брат Ода Суэмару. Доход хана был уменьшен с 20 до 18 000 коку. В июле 1869 года Ода Нобутоси был освобождён и вторично занял княжеский престол в Тэндо.
Тэндо-хан, как и все остальные княжества, был ликвидирован в 1871 году.

## Правители княжества
- Род Ода, 1830—1871 (тодзама-даймё)

| № | Имя           | Имя         | Годы правления | Годы жизни  | Примечания                            |
| - | ------------- | ----------- | -------------- | ----------- | ------------------------------------- |
| 1 | Ода Нобукадзу | 織田 信美   | 1830 — 1836    | 1793 — 1836 | Девятый сын и преемник Оды Нобутики   |
| 2 | Ода Нобумити  | 織田 信学   | 1836 — 1868    | 1819 — 1891 | Старший сын и преемник Оды Нобукадзу  |
| 3 | Ода Нобутоси  | 織田 信敏   | 1868 — 1868    | 1853 — 1901 | Четвертый сын и преемник Оды Нобумити |
| 4 | Ода Суэмару   | 織田 寿重丸 | 1868 — 1869    | 1866 — 1871 | Шестой сын Оды Нобумити               |
| 5 | Ода Нобутоси  | 織田 信敏   | 1869 — 1871    | 1853 — 1901 | Четвёртый сын Оды Нобумити            |